# Віра Ворскло
Віра Ворскло (справжнє ім'я : — Юлія Триріг; нар. 5 лютого 1926, Київ — 12 вересня 2013, Торонто, Канада) — перекладач, літературний критик. Член Об’єднання українських письменників «Слово».

## Біографічні відомості
Народилась в у робітничій сім'ї; дитячі роки провела на Полтавщині, Кубані та Кавказі. Наприкінці Другої світової війни виїхала з батьками до Перемишля, де склала іспити (1944). Прибула до Канади  з батьками у 1951. Освіту здобула у Кооперативному коледжі в Англії. У 1960 р. закінчила Асекураційний інститут в Нью-Йорку; потім — Торонтський університет (1964). Роками працювала канцеляристкою й службовцем у фірмах.

## Творчість
Перший вірш «Для тебе, Вкраїно, ця пісня моя» з'явився в журналі «Новий Шлях» в 1951 р. Вірші В. Ворскло друкувались в журналі «Київ» у Філадельфії та інших періодичних виданнях діаспори.
Перша збірка «Листи без адреси» (Торонто, 1967) мала успіх і дістала високу оцінку критиків. Вона засвідчила самобутній талант Віри Ворскло, органічно пов'язаний з народними традиціями народу, його культурою.
Друга збірка — «Лада» — вийшла в Едмонтоні у 1977 р., і містить вірші на різноманітні теми. В центрі — здогади та гіпотези авторки щодо походження слів. Поетеса працює і в жанрі художнього нарису («Так народилась пісня», «Цвіт акації»), літературної критики, рецензує нові видання на літературно-мистецькі теми, перекладає.
На початку 1990-х вона за власний кошт розіслала всім обласним та іншим великими бібліотекам України свою «Ладу».
Яр Славутич вважає Віру Ворскло найталановитішою українською поетесою в Канаді.
Окремі твори:
- Ворскло Віра. Листи без адреси. Вибрані поезії. — Торонто: Гомін України, 1967. — 68 с.
- Ворскло Віра. Лада. Поезії. — Торонто: Видання автора, 1977. — 469 с.